# Hotel Cæsar
Hotel Cæsar is een Noorse soapserie, uitgezonden op werkdagen op TV 2 sinds 1998. Het is bedacht door het Zweedse duo Peter Emanuel Falck en Christian Wikander.

## Verhaal
De verhaallijnen draaien om een fictief hotel in Oslo, zijn werknemers en de Anker-Hansen familie. In het eerste seizoen werd de baas van het hotel, Georg Anker-Hansen, een vergrijzende rokkenjager, verliefd en trouwde met professionele escort Ninni Krogstad, dit viel niet goed bij zijn moeder en zijn nazaten. Het karakter overleed aan ongeneeslijke kanker aan het einde van het seizoen, en sindsdien gaan de grote verhaallijnen over het eigendom en zeggenschap van het hotel.

## Cast

### Huidige cast
| Rol                       | Acteur             | Seizoen                     |
| ------------------------- | ------------------ | --------------------------- |
| Juni Anker-Hansen         | Anette Hoff        | 1998–2005, 2006–2010, 2010– |
| Jens August Anker-Hansen  | Kim Kolstad        | 1998–2000, 2001–2005, 2007– |
| Måne Lillevik             | Mathias Ambjør     | 2002, 2005, 2012-           |
| Sol Lillevik              | Tina Opsahl Hansen | 2002, 2005, 2012-           |
| Eva Rosenkrantz           | Rudy Claes         | 2004–2007, 2007–            |
| Storm Liland Anker-Hansen | Kim-Daniel Sannes  | 2006–2011, 2012–            |
| Pelle Krogstad            | Nikis Theophilakis | 2006, 2007–                 |
| Bea Jørgensen             | Lone Klein         | 2009–                       |
| Runa Jørgensen            | Marita Traaen      | 2009–                       |
| Roger Nyman               | Erlend Vetleseter  | 2011–                       |
| Vanessa Nyman             | Marte Sæteren      | 2011–                       |
| Arnfinn Lycke             | Nils Vogt          | 2011–                       |
| Tom Lycke                 | Steinar Johansen   | 2011–                       |
| Monica Nyman              | Hilde Lyrån        | 2011, 2012–                 |

### Gastrollen
| Rol           | Acteur | Seizoen |
| ------------- | ------ | ------- |
| Cecilia Lycke | -      | 2011–   |